# Niphoparmena fuscostriata
Niphoparmena fuscostriata là một loài bọ cánh cứng trong họ Cerambycidae.